# Jałowiec wirginijski
Jałowiec wirginijski (Juniperus virginiana) – gatunek drzewa iglastego z rodziny cyprysowatych (Cupressaceae). Występuje naturalnie w Ameryce Północnej.

## Morfologia

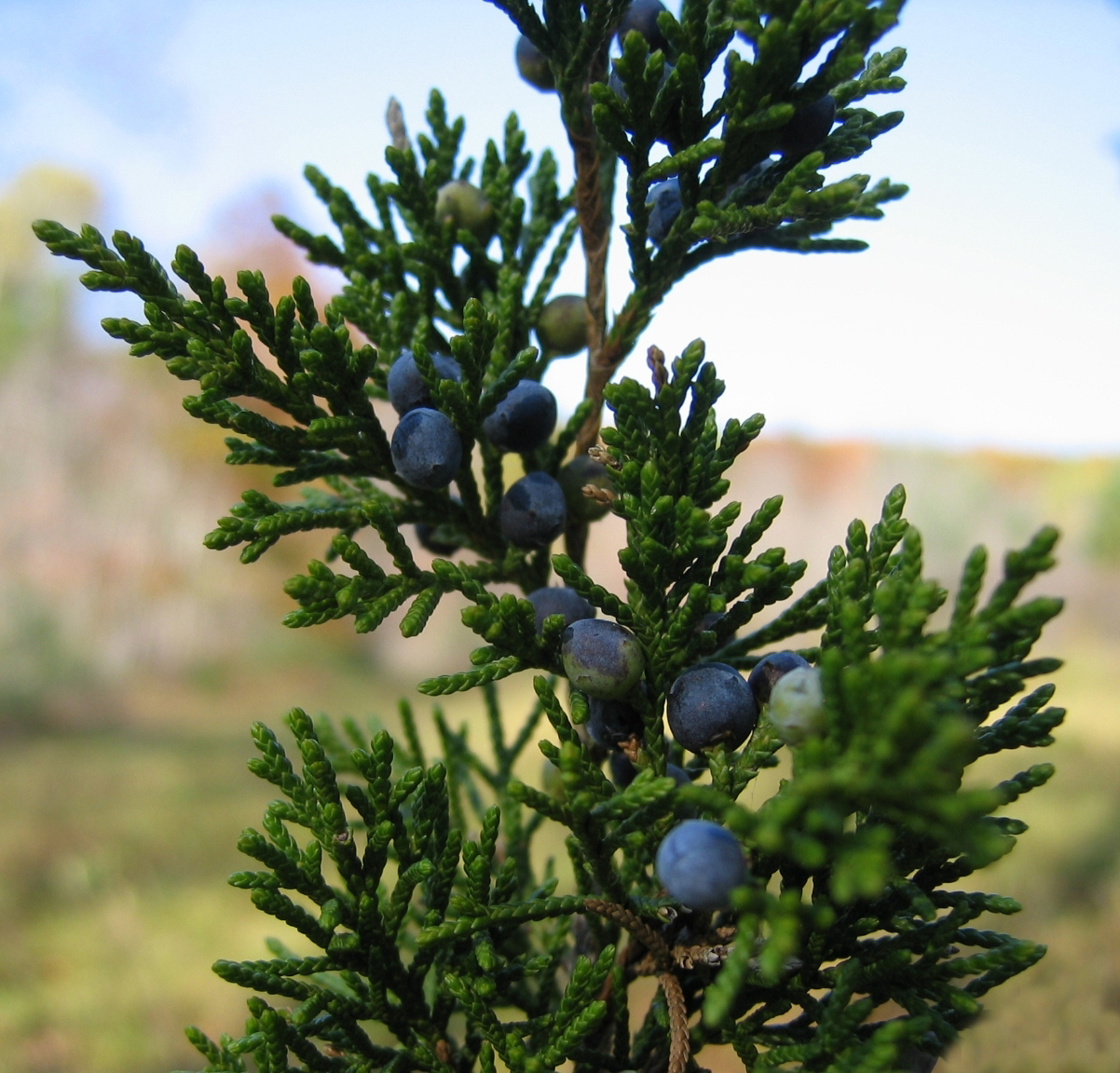
Gałązka z igłami i szyszkami

PokrójW swej ojczyźnie jałowiec wirginijski osiąga wysokość 40 m i żyje do 300 lat. Koronę ma zwykle smukłą, kolumnową lub ostrostożkową. W Europie Środkowej rośnie wolno i osiąga kilkanaście m wysokości.
KoraSzarobrunatna, łuszczy się długimi paskami.
LiściePodobnie jak inne gatunki z rodzaju Juniperus ma dwa typy liści. Liście szpilkowe umieszczone są tylko na końcach gałązek, mają około 5 mm długości, są równowąskie, bardzo ostre, z jasnym podłużnym prążkiem na wierzchu, pod spodem jednolicie zielone. Liście łuskowe mają tylko 1,5 mm długości, z przodu są tępe albo z wysmukłym, lekko odstającym końcem.
KwiatyKwiaty żeńskie małe, zielone. Strobile męskie żółte, kuliste - rosną pojedynczo na końcach gałązek. Kwitnie w marcu i kwietniu.
SzyszkojagodaBrązowawa z niebieskim nalotem, grubości do 6 mm.

## Zastosowanie
- Jako drzewo ozdobne w parkach i ogrodach w całej Europie.
- Dostarcza aromatycznego, wartościowego drewna zwanego - czerwonym drewnem cedrowym. Jest ono trwałe, łatwe do obróbki, idealne dla produkcji ołówków, toteż drzewo bywa nazywane także cedrem ołówkowym. Chętnie wykorzystywane przy produkcji pudełek na cygara[5].